# Higher Learning
Higher Learning is een Amerikaanse dramafilm uit 1995 onder regie van John Singleton. De onderwerpen van de film omvatten raciale vooroordelen, misdaad en worstelingen met seksualiteit die plaatsvinden op een fictieve universiteit.

## Verhaal
Drie eerstejaars studenten, Malik, Kristen en Remy, komen op de universiteit terecht in een wereld waar racisme, seksisme en vooroordelen aan de orde van de dag zijn. De spanningen lopen hoog op en tragedie gebeurt wanneer de drie studenten elkaar doorkruisen.

## Rolverdeling
| Acteur             | Personage                |
| ------------------ | ------------------------ |
| Omar Epps          | Malik Williams           |
| Kristy Swanson     | Kristen Connor           |
| Michael Rapaport   | Remy                     |
| Ice Cube           | Fudge                    |
| Jennifer Connelly  | Taryn                    |
| Tyra Banks         | Deja                     |
| Regina King        | Monet                    |
| Jason Wiles        | Wayne                    |
| Cole Hauser        | Scott Moss               |
| Busta Rhymes       | Dreads                   |
| Laurence Fishburne | Professor Maurice Phipps |
| Bradford English   | Officer Bradley          |
| Jay R. Ferguson    | Billy                    |
| Andrew Bryniarski  | Knocko                   |
| Trevor St. John    | James                    |
| Talbert Morton     | Erik                     |
| Adam Goldberg      | David Isaacs             |
| Bridgette Wilson   | Nicole                   |